# Sarom Unione Sportiva Ravenna 1963-1964
Questa pagina raccoglie le informazioni riguardanti la Sarom Unione Sportiva Ravenna nelle competizioni ufficiali della stagione 1963-1964.

## Stagione
Nella stagione 1963-1964 la Sarom Ravenna disputa il girone B del campionato di Serie C, un torneo a 18 squadre che prevede una promozione e due retrocessioni, con 30 punti in classifica si piazza in tredicesima posizione. Sale in Serie B il Livorno che con 48 punti vince il torneo, scendono in Serie D la Vis Pesaro con 28 punti ed il Rapallo Ruentes con 24 punti.
Con questa stagione si chiude il ciclo di nove anni del Ravenna sponsorizzato dalla Raffineria SAROM, il colosso industriale che dal 7 luglio 1954 fino al termine di questa stagione, ha dato una mano sostanziosa al calcio nella città bizantina. La squadra ha lottato per ottenere la permanenza in categoria, anche dopo un inizio del torneo incerto, culminato con l'esonero del tecnico magiaro Gyula Zsengeller, sostituito dalla sedicesima giornata da Corrado Viciani, ed è riuscita con il coltello tra i denti a centrare l'obiettivo della salvezza. Con un attacco evanescente, si sono messi in luce due difensori, l'ex interista Giuseppe Morosi ed il sempre più promettente Giovanni Pirazzini, vero perno della difesa giallorossa.

## Rosa
| N. |                   | Ruolo | Calciatore         |
| -- | ----------------- | ----- | ------------------ |
|    | Italia (bandiera) | C     | Giorgio Bartolini  |
|    | Italia (bandiera) | C     | Berardi Cesare     |
|    | Italia (bandiera) | A     | Aldo Bernasconi    |
|    | Italia (bandiera) | C     | Gianni Corti       |
|    | Italia (bandiera) | A     | Pasquale Criscuolo |
|    | Italia (bandiera) | C     | Giuseppe De Palma  |
|    | Italia (bandiera) | D     | Antonello Hellies  |
|    | Italia (bandiera) | A     | Vittorio Lama      |
|    | Italia (bandiera) | D     | Aldo Monardi       |
|    | Italia (bandiera) | D     | Giuseppe Morosi    |
|    | Italia (bandiera) | D     | Roberto Nistri     |
|    | Italia (bandiera) | A     | Sergio Nundini     |

| N. |                   | Ruolo | Calciatore         |
| -- | ----------------- | ----- | ------------------ |
|    | Italia (bandiera) | C     | Manlio Parra       |
|    | Italia (bandiera) | D     | Giovanni Pirazzini |
|    | Italia (bandiera) | A     | Giuseppe Poggio    |
|    | Italia (bandiera) | C     | Luciano Redegalli  |
|    | Italia (bandiera) | C     | Camillo Rizzo      |
|    | Italia (bandiera) | A     | Giuseppe Salvadori |
|    | Italia (bandiera) | C     | Pietro Sani        |
|    | Italia (bandiera) | C     | Giordano Saporetti |
|    | Italia (bandiera) | C     | Giuliano Villa     |
|    | Italia (bandiera) | P     | Franco Vitali      |
|    | Italia (bandiera) | P     | Angelo Tuniz       |

## Risultati

### Girone di andata
| Arbitro: | Gratton (Vicenza) |

|                           |           |  |
| Fogli 22’ (aut.) Lama 84’ | Marcatori |  |

| Arbitro: | Sanguineti (Chiavari) |

|           |           |  |
| Meroi 61’ | Marcatori |  |

| Arbitro: | Canova (Milano) |

|  |           |               |
|  | Marcatori | 43’ Criscuolo |

| Arbitro: | Frullini (Firenze) |

|           |           |  |
| Rizzo 88’ | Marcatori |  |

| Arbitro: | Gratton (Vicenza) |

|                  |           |                        |
| Cominato 1’, 71’ | Marcatori | 30’ Saporetti 63’ Lama |

| Arbitro: | Rimoldi (Milano) |

|                   |           |                |
| Pribaz 28’ (aut.) | Marcatori | 22’ Bertolotti |

| Arbitro: | Nencioni (Roma) |

|             |           |               |
| Spocchi 31’ | Marcatori | 91’ Redegalli |

| Arbitro: | Caputo (Molfetta) |

|  |           |              |
|  | Marcatori | 83’ Del Maso |

| Arbitro: | Prece (Roma) |

|               |           |              |
| Redegalli 45’ | Marcatori | 80’ Giussani |

| Arbitro: | Lattanzi (Roma) |

|                    |           |               |
| Vigna 5’ Lenzi 60’ | Marcatori | 80’ Salvadori |

| Arbitro: | De Angelis (Pescara) |

|             |           |  |
| Filippi 16’ | Marcatori |  |

| Arbitro: | Bosello (Padova) |

|                                                |           |                     |
| Bernasconi 7’, 88’ Lama 23’ Hellies 75’ (rig.) | Marcatori | 59’ (rig.) Perversi |

| Arbitro: | De Marco (Torre del Greco) |

|                                         |           |  |
| Venturelli 3’, 19’, 67’ Bongiovanni 12’ | Marcatori |  |

| Arbitro: | Virgili (Roma) |

|           |           |          |
| Corti 90’ | Marcatori | 47’ Aldi |

| Arbitro: | Paglia (Cremona) |

|                   |           |  |
| Mainardi 21’, 25’ | Marcatori |  |

| Arbitro: | Losacco (Bari) |

|  |           |             |
|  | Marcatori | 88’ Ferrari |

| Ravenna 12 gennaio 1964 17ª giornata | Sarom Ravenna          | 0 – 0 | Livorno | Stadio della Darsena\| Arbitro: \| Galatolo (Alessandria) \| |
| Arbitro:                             | Galatolo (Alessandria) |       |         |                                                              |

### Girone di ritorno
| Arbitro: | Aloisi (Giulianova) |

|                                       |           |  |
| Campioli 7’, 38’ Galli 16’ Milani 43’ | Marcatori |  |

| Arbitro: | Toselli (Cormons) |

|                   |           |           |
| Bonini 44’ (aut.) | Marcatori | 76’ Pacco |

| Ravenna 2 febbraio 1964 20ª giornata | Sarom Ravenna   | 0 – 0 | Pistoiese | Stadio della Darsena\| Arbitro: \| Quaranta (Bari) \| |
| Arbitro:                             | Quaranta (Bari) |       |           |                                                       |

| Arbitro: | Canova (Milano) |

|            |           |               |
| Badiani 7’ | Marcatori | 6’ Bernasconi |

| Arbitro: | Bonfanti (Carnate) |

|                                        |           |  |
| Bernasconi 2’ Criscuolo 54’ Poggio 65’ | Marcatori |  |

| Arbitro: | Anzano (Napoli) |

|                               |           |  |
| Uzzecchini 13’ Miserocchi 56’ | Marcatori |  |

| Arbitro: | Panzino (Catanzaro) |

|                    |           |            |
| Hellies 56’ (rig.) | Marcatori | 80’ Hanset |

| Carrara 15 marzo 1964 25ª giornata | Carrarese              | 0 – 0 | Sarom Ravenna | Stadio dei Marmi\| Arbitro: \| Cicconetti (Pordenone) \| |
| Arbitro:                           | Cicconetti (Pordenone) |       |               |                                                          |

| Arbitro: | Possagno (Treviso) |

|             |           |           |
| Cignani 36’ | Marcatori | 7’ Poggio |

| Ravenna 29 marzo 1964 27ª giornata | Sarom Ravenna     | 0 – 0 | Pisa | Stadio della Darsena\| Arbitro: \| Gussoni (Tradate) \| |
| Arbitro:                           | Gussoni (Tradate) |       |      |                                                         |

| Arbitro: | Ghirardello (Merano) |

|                                |           |            |
| Hellies 35’ (rig.) Berardi 42’ | Marcatori | 70’ Comizi |

| Arbitro: | Figuccia (Marsala) |

|                 |           |               |
| Morelli 5’, 39’ | Marcatori | 59’ Saporetti |

| Arbitro: | Motta (Monza) |

|          |           |  |
| Lama 40’ | Marcatori |  |

| Arbitro: | Cappellutti (Bari) |

|          |           |  |
| Gori 81’ | Marcatori |  |

| Arbitro: | Bigi (Padova) |

|                                            |           |  |
| Salvadori 15’ Redegalli 38’ Bernasconi 83’ | Marcatori |  |

| Arbitro: | Vacchini (Milano) |

|                    |           |                |
| Magheri 10’ (rig.) | Marcatori | 13’ Bernasconi |

| Arbitro: | Possagno (Treviso) |

|              |           |  |
| Varglien 73’ | Marcatori |  |